# Podopteryx
Podopteryx is een geslacht van waterjuffers (Zygoptera) uit de familie van de Argiolestidae.

## Soorten
Podopteryx omvat drie soorten:
- Podopteryx casuarina Lieftinck, 1949
- Podopteryx roseonotata Selys, 1871
- Podopteryx selysi (Förster, 1899)